# Лилия кудреватая
Ли́лия кудрева́тая, или Сара́нка кудреватая, или Ца́рские ку́дри, или Мартагон (лат. Lílium mártagon) — многолетнее луковичное растение; вид рода Лилия.

## Название
В систематику вида входят следующие названия:
- Lilium caucasicum (Miscz. ex Grossh.) Grossh. — Лилия кавказская [= Lilium martagon var. martagon]
- Lilium martagon subsp. caucasicum Miscz. ex Grossh. [= Lilium martagon var. martagon]

Лилия кудреватая известна под народными названиями царские кудри, сардана, саранка и сарана, бадун, лилия турецкая, маслянка, голубиные звончики, лесные колокольчики, лилия лесная и др.

## Предания
Латинское название саранки — «мартагон», то есть «лилия, родившая Марса», бога войны.
Русское название «саранка» происходит от тюркского «сары», что означает «желтый» — луковицы этой лилии действительно жёлтые.
Лилия мартагон, согласно древнеримскому преданию, помогала воинам стать мужественными и храбрыми. Идя на битву, легионеры брали с собой луковицы мартагона и ели перед сражениями, при этом у них исчезала усталость и появлялась уверенность в победе.
Очень похожая легенда бытовала и в Сибири. Она рассказывала о том, что лилия саранка родилась из сердца воина, храбро защищавшего свою землю от набегов врага. И если луковицу этой лилии взять на поле битвы, она защитит от смерти в бою. А если её ещё и съесть, то сердце наполнится храбростью, и воин станет непобедим. Похожая легенда есть у персов.
По преданиям, саранкой питались бедствовавшие после смерти Есугей-багадура его вдова Оэлун и сын Тэмуджин, провозглашенный впоследствии Божественным Чингисханом.
На Руси саранку копали на Егорьев вешний день. Сараны ели сырыми (по вкусу они похожи на неподжаренный каштан), но чаще их кипятили в молоке или запекали в золе. Нередко сладкий и мучнистый на вкус корень сараны заменял хлеб. Пяти-шести луковиц лилии достаточно, чтобы насытить взрослого человека.

## Распространение и экология
Широко распространена на пространстве от Европы до Северной Азии. Ареал разорванный, отдельные участки его расположены в европейской части России, на Карпатах, в Закарпатье, на юге Западной и Восточной Сибири.
Растёт на склонах гор, на опушках, полянах и лугах. Встречается единично в смешанных, широколиственных и мелколиственных лесах, на богатых среднеувлажнённых почвах; в горах — от нижнего до верхнего горного пояса.

### Охранный статус
В связи с тем, что вид нуждается в охране, были приняты защитно-охранные меры. Лилия кудреватая является редким видом флоры Урала, занесена в региональную сводку Сибири (1980), сводку редких растений по Центральной Сибири (1979), в Красную книгу Республики Марий Эл (1997) и в Красную книгу Республики Саха (Якутия) (2000).
Растение включено в Красную книгу Украины и Красную книгу Беларуси, рекомендовано к включению в Красную книгу Казахстана. Охраняется на территории ряда заповедников.

## Ботаническое описание

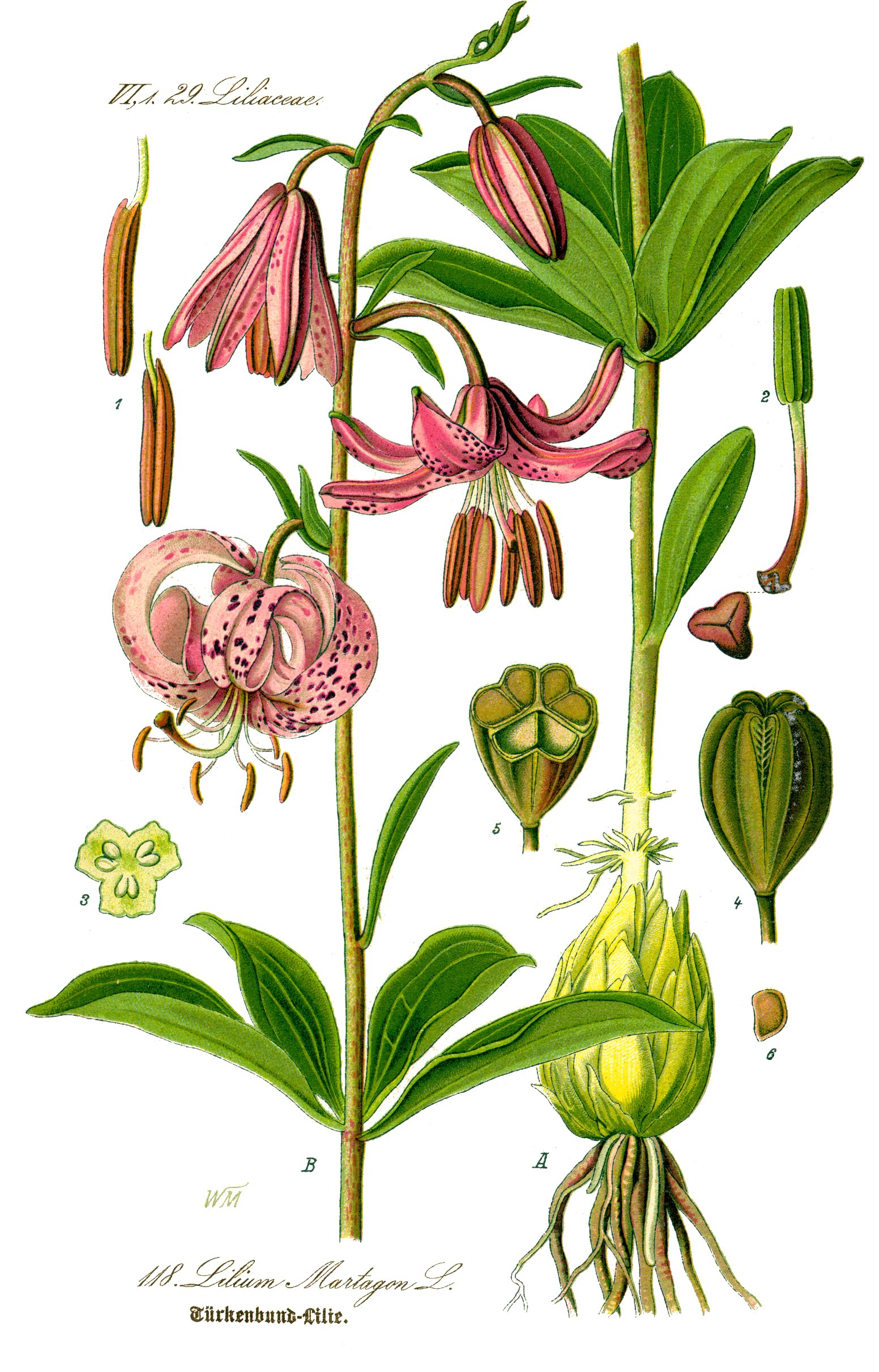

Лилия кудреватая — многолетнее травянистое растение, высотой от 30 до 150 см (изредка достигает 200 см).
Луковица может достигать 8 см в диаметре. Луковица образована жёлтыми мясистыми чешуйчатыми листьями.
Стебель крепкий круглый, обычно с красными пятнами. Продолговатые срединные листья собраны в мутовки по пять—шесть штук, выше по стеблю располагаются очерёдные листья. Ланцетные листья около 15 см в длину и 5 см шириной, имеют гладкие края.
Цветки поникшие, в малоцветковых кистях. Околоцветник пурпурный с тёмно-фиолетовыми пятнами. Однако можно наблюдать растения самой различной окраски — от белой до почти чёрной. Доли околоцветника 3—4 см длиной, от самого основания отогнуты назад. Тычинки с фиолетовыми пыльниками. Цветёт в июне — июле. На открытом месте, например, на солнечной поляне на растении формируются до двадцати цветков.
Плод — шестигранная коробочка.
Семена округло-треугольной формы, плоские с плёнчатыми краями, светло- или тёмно-коричневые, длиной 7,88 ± 0,76 мм и шириной 6,05 ± 0,49 мм, с эндоспермом. Зародыш цилиндрический, прямой, слабодифференцированный.

## Онтогенез
Тип покоя семян морфофизиологический. Семена созревают в августе-сентябре и прорастают весной следующего года. Семена начинают прорастать только после созревания зародыша. Хорошая всхожесть сохраняется в течение 1—2 лет при правильном хранении.
Проросток состоит из первичного корня, густо покрытого корневыми волосками, короткого гипокотиля и семядоли, в основании которой располагается зародышевая почка. В состоянии проростка у лилии кудреватой формируется луковица, способствующая выживанию проростка в зимний период времени. Семядоля образована гаусторией, влагалищем и черешком, который связывает гаусториальную часть с влагалищем. Семядоля разрастается слабо и не выносится на поверхность почвы. Длина черешка составляет 5—7 мм. Тип прорастания семян гипогеальный и характеризуется длительным периодом прорастания. Длительность состояния проростка в естественных условиях — от нескольких недель до 1 года.
В условиях in vitro прорастание семян, прошедших 4—5-месячный период холодовой стратификации, наблюдается на 35—38 день культивирования. Формирование гипокотилеальной зоны наблюдается через 10 дней после прорастания.
Появление первого листа сигнализирует о переходе проростка в ювенильное состояние и об автономном питании растения. Лист в естественных условиях небольшой (0,8—2 см), яйцевидный, с заострённой верхушкой и длинным черешком. Семядоля и зародышевый корешок отмирают, луковица увеличивается в размерах за счёт разрастания влагалища, появляются придаточные корни с выраженной контрактильной зоной, благодаря которым происходит втягивание растения в почву. Первый лист в естественных условиях обитания образуется лишь на второй год жизни, после воздействия низких температур.
В естественных условиях обитания в ювенильном состоянии для лилии кудреватой описана мультивариантность развития, связанная с необходимостью воздействия низких температур для выхода первого листа. Для некоторых проростков необходимо действие низких температур для перехода их в ювенильное состояние, а для определённой доли проростков это необязательно. Длительность ювенильного состояния в естественных условиях обитания — 1—2 года, в условиях культуры in vitro — 2—3 месяца.
Для растений в иматурном состоянии характерно наличие розеточного побега с одним листом овально-заострённой формы с заострённой верхушкой, размером 5—8 см, включая черешок. Число чешуй в луковице 5—7 штук. В это онтогенетическое состояние растения вступают к концу третьего года жизни, а в условиях культуры in vitro — через 8 месяцев. При этом формируется розеточный побег, несущий от 1 до 3 листьев овальной, ланцетной или линейной формы, длиной 3,5—4 см. Диаметр луковицы — от 1 до 1,2 см.
У виргинильных растений появляется первый удлинённый надземный побег. Образуются зелёные листья на луковице в количестве 1—3. Этот период продолжается 3—4 года, в течение которого увеличивается число чешуй в луковице. Могут закладываться почки на укороченной части побега в луковице. В условиях культуры in vitro на укороченном побеге закладывается до 3 почек, из которых формируются дочерние луковицы. При этом наблюдается ветвление укороченного побега, а удлинённый надземный побег не формируется.

## Ботаническая классификация

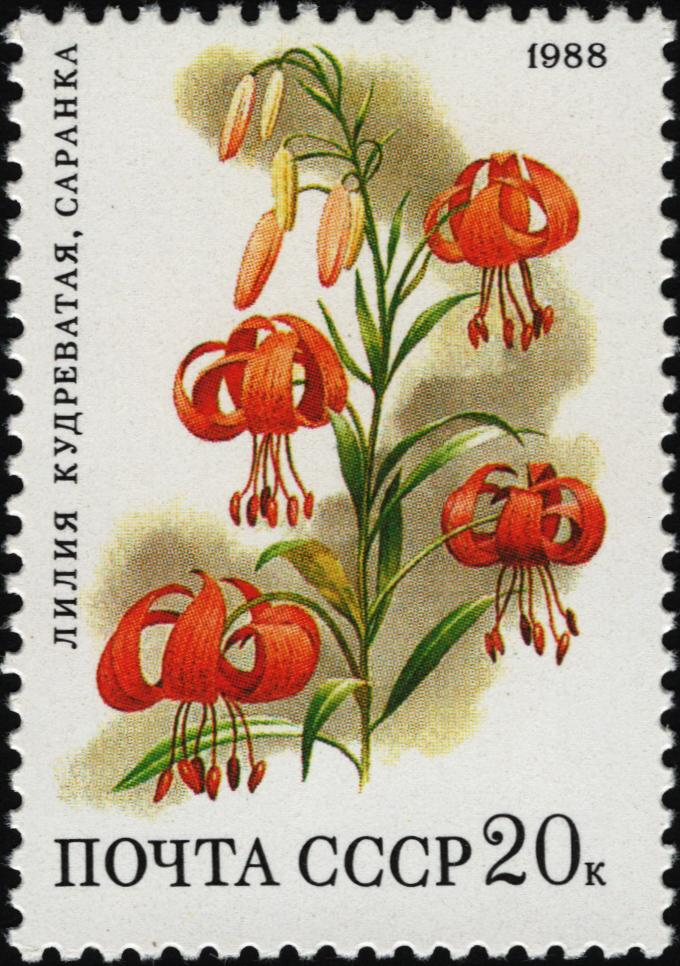
Лилия кудреватая на почтовой марке СССР, 1988 год

Выделяются несколько подвидов этой лилии.

## Хозяйственное значение и применение
Химический состав лилии кудреватой мало изучен. Отмечено наличие алкалоидов во всех частях растения, а также сапонинов и флавоноидов в надземных частях. Луковицы содержат большое количество белковых веществ, слизистые вещества, витамины, сахара, железо, бор.
Издавна лилия кудреватая применяется как лекарственное растение в народных медицинах Китая, Тибета, Монголии, Бурятии, Якутии, Сибири и Дальнего Востока, где сок луковиц используют как ранозаживляющее, а настой — от зубной боли.
Традиционно вид имеет пищевое значение, употребляют в сыром, варёном, жареном, сушёном виде и в качестве приправы. Луковицы едят сырыми или готовят испечёнными в золе, или сваренными с молоком и коровьим маслом. Сушёные луковицы этого и других видов лилий употребляются якутами в виде муки для приготовления молочной каши; киргизы кладут луковицы в овечий сыр для приправы. Используют как суррогат кофе.

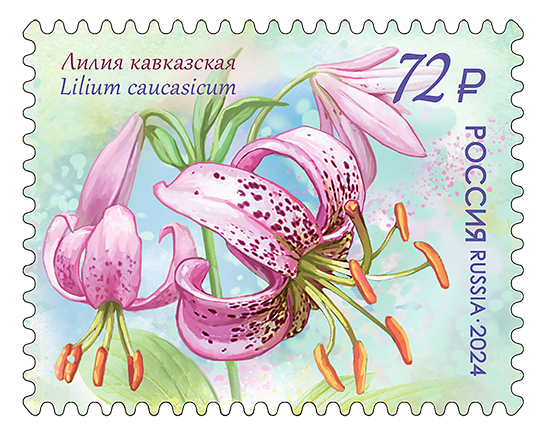
Лилия кавказская на почтовой марке 2024 года

В ветеринарии добавляют в корм домашних животных для повышения лактации и жирности молока.
Токсичны для употребления в пищу домашним кошкам[уточнить].
Лилия кудреватая давно используется в культуре как декоративное растение. Растения в большом количестве собираются на букеты, выкапываются луковицы, что приводит к истощению природных популяций.
С солями железа луковицы окрашивают ткани в чёрный цвет.
Медонос.